# Warnau (Havelberg)
Warnau ist eine Ortschaft und ein Ortsteil der Hansestadt Havelberg im Landkreis Stendal in Sachsen-Anhalt.

## Geographie
Warnau, ein Dorf mit Kirche, liegt 12 Kilometer südöstlich von Havelberg im westlichen Elb-Havel-Winkel in der unteren Havelniederung an einem Altarm, der in die östlich fließende Havel mündet. Zwei Kilometer östlich des Dorfes verläuft die Grenze zum Land Brandenburg. Im Osten des Dorfes beginnt das FFH-Gebiet „Untere Havel und Schollener See“.
Nachbarorte sind Kamern im Westen, Garz im Nordosten und Rehberg im Südwesten.

## Geschichte

### Mittelalter bis Neuzeit
Die ersten Erwähnungen des Dorfes stammen aus dem Jahre 1386 als villa Garnaw, Garnow und Warnow aus dem Lehnbuch des Magdeburger Erzbischofs Albrecht IV. (1383–1403). Seinen Stiftsvasallen Tile Bursfient gehörte das Dorf, Tydeke Burwigend hatte dort Einnahmen von 4 Groschen.
1477 wurde das Dorf Warnow durch die von Quitzow überfallen, wie aus dem Bericht über die Gewalttaten gegen das Erzstift Magdeburg hervorgeht. Sie raubten den Leuten im Dorf 17 Pferde, 19 Ochsen, 131 Kühe, 264 Schafe und 104 Schweine.
Die ursprüngliche wendische Ansiedlung lag westlich vom heutigen Warnau, an der Straße von Rehberg kommend links. Da diese Flächen oft vom Hochwasser überschwemmt werden, wurde das Dorf auf einer Anhöhe neu errichtet. Wann genau die Verlegung erfolgte, ist nicht bekannt, vermutet wird die Zeit nach dem Dreißigjährigen Krieg. Der neue Ort entstand um die Kirche, die am höchsten Punkt des Ortes liegt.
1838 kam es zu einem Großbrand, bei dem fast der gesamte Ort einschließlich der Kirche zerstört wurde. Die Kirche wurde 1841 wieder aufgebaut.
Am 18. Mai 1940 verunglückte in Warnau ein Übungsjagdflugzeug der Luftwaffe. Ein aus Warnau stammender Fluglehrer wollte mit seinen Flugkünsten imponieren und im Tiefflug eine Stromleitung unterfliegen. Dabei kollidierte er mit einem Wäschepfosten und stürzte in ein Wohnhaus im heutigen Rosenweg. Dabei kamen er, sein Flugschüler und eine Dorfbewohnerin ums Leben. Zwei Kinder, die sich in dem Wohnhaus aufgehalten hatten, blieben unverletzt. Außerdem wurden zwei Ställe zerstört. Der Pilot wurde ohne die sonst üblichen militärischen Ehren beigesetzt, sein Name ist aber auf einer Gedenktafel auf dem Warnauer Friedhof aufgeführt.

### Wüstung Zerklitz
Der Wüstungsforscher Gustav Reischel berichtete am Anfang des 20. Jahrhunderts über die Wüstung Zerklitz im Norden der Gemarkung Warnau, zu der neben dem Flurstück Zerklitzen auch die Wendstücke gehören. Dieser Name wurde von den Deutschen zur Bezeichnung des slawischen Dorfes Zerklitz verwendet.

### Herkunft des Ortsnamens
Aleksander Brückner führt den Ortsnamen ausgehend von 1386 Warnow auf das altslawische Wort „vrana“ für „Krähe“ zurück.

### Eingemeindungen
Warnau gehörte früher zum zweiten Distrikt im Jerichowschen Kreis im Norden des Herzogtums Magdeburg. 1816 kam es zum Kreis Jerichow II, dem späteren Landkreis Jerichow II in der preußischen Provinz Sachsen.
Am 20. Juli 1950 wurden die bis dahin eigenständigen Gemeinden Garz und Rehberg nach Warnau eingemeindet.
Am 25. Juli 1952 wurde Warnau dem neu gebildeten Kreis Havelberg zugeordnet, der zum 1. Juli 1994 im Landkreis Stendal aufging. Am 14. Oktober 1993 wurde der Ortsteil Garz wieder eine selbstständige Gemeinde.
Die Gemeinde Warnau gehörte zur Verwaltungsgemeinschaft Elbe-Havel-Land. Durch die Eingemeindung nach Havelberg am 1. Januar 2005 verlor Warnau seine politische Selbstständigkeit.

### Einwohnerentwicklung
| Jahr | Einwohner |
| ---- | --------- |
| 1782 | [00]262   |
| 1818 | [00]320   |
| 1840 | [00]409   |
| 1864 | [00]499   |
| 1867 | 545       |

| Jahr | Einwohner |
| ---- | --------- |
| 1871 | 556       |
| 1905 | 521       |
| 1910 | 594       |
| 1925 | 532       |
| 1933 | 456       |

| Jahr | Einwohner |
| ---- | --------- |
| 1939 | 441       |
| 1946 | 525       |
| 1964 | 719       |
| 1971 | 622       |
| 1990 | 524       |

| Jahr | Einwohner |
| ---- | --------- |
| 2011 | [00]242   |
| 2018 | [00]233   |
| 2021 | [0]230    |
| 2022 | [0]231    |

Quelle, wenn nicht angegeben: 1867 bis 1971 Unterlagen der Volkszählung; 1990:

## Religion
Die evangelische Kirchengemeinde Warnau, die früher zur Pfarrei Kuhlhausen bei Sandau an der Elbe gehörte, wird heute betreut vom Pfarrbereich Sandau im Kirchenkreis Stendal im Bischofssprengel Magdeburg der Evangelischen Kirche in Mitteldeutschland.

## Politik

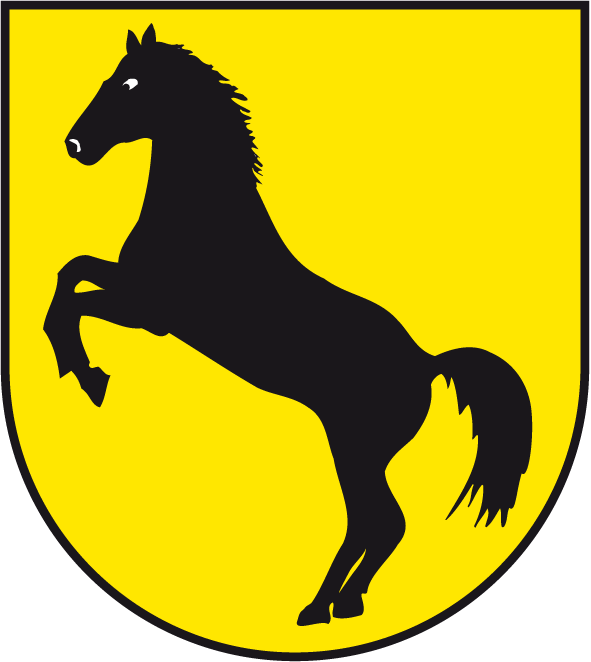
Wappen der ehemaligen Gemeinde

### Ortsbürgermeister
Jörg Busack ist seit dem 2. Juli 2019 Ortsbürgermeister der Ortschaft Warnau. Die Position des stellvertretenden Ortsbürgermeisters bekleidet seit dem 2. Juli 2024 Harald Henningsen. Jörg Busack löste die bisherige Amtsinhaberin Sonja Isecke ab, welche das Amt des Bürgermeisters in der Zeit von Mai 2012 bis 1. Juli 2019 bekleidet hatte. Ihr Vorgänger Dietrich Leu, legte sein Amt im Mai 2012 aus gesundheitlichen Gründen nieder. Seitdem führte Sonja Isecke diese ehrenvolle Aufgabe in Vertretung aus, ehe sie am 12. Juli 2012 offiziell als Nachfolgerin in das Ortsbürgermeisteramt gewählt wurde. Dietrich Leu bekleidete das Amt des Ortsbürgermeisters in den Jahren von Juni 2008 bis Mai 2012 (bei der Quellenangabe des Zeitungsartikels wird leider eine falsche Jahreszahl 2004 gewählt). Die längste amtierende Ortsbürgermeisterin der Ortschaft Warnau war mit insgesamt 39 Jahren, fast durchgängig mit kurzer Pause, Johanna Schulz geb. Mohr (1965–1990 / 1994–2008).

### Ortschaftsrat
Die Ortschaftsratswahl am 26. Mai 2019 lieferte folgende Sitzverteilung:
- Wählergemeinschaft SSV Havelwinkel: 2 Sitze
- Bürgergemeinschaft Warnau: 1 Sitz
- drei Einzelbewerber: je 1 Sitz

### Wappen
Das Wappen der ehemaligen Gemeinde wurde 1996 vom Magdeburger Kommunalheraldiker Jörg Mantzsch gestaltet.

## Kultur und Sehenswürdigkeiten
- Die evangelische Dorfkirche Warnau, eine Saalkirche mit eingezogenem Westturm und halbrund geschlosser Apsis, ist ein klassizistischer Putzbau der Schinkelschule um 1840. Die Glocke stammt von Wilhelm Engelke aus Halberstadt.[28][29]
- In der Kirche befindet sich eine Orgel des Orgelbauers Friedrich Hermann Lütkemüller von 1869.
- Der Ortskern an der Alten Lindenstraße und mehrere Bauernhöfe stehen unter Denkmalschutz.[3]
- In Warnau steht ein Denkmal für die Gefallenen des Ersten Weltkrieges, eine Stele, auf ihr stand oben ursprünglich ein Adler mit ausgebreiteten Schwingen.[30]

## Verkehr
Das Dorf ist über die Landstraße L 2 von Havelberg aus zu erreichen.
Durch das Dorf führt die überregionale Radroute Havelradweg. Es verkehren Linienbusse und Rufbusse von stendalbus.

## Vereine
Am 1. August 2019 wurde der Heimatverein Dorfleben Warnau e. V. gegründet. Diesen Verein stehen Thomas Henningsen (Vorsitzender) und Christian Maas (stellv.) vor.

## Sport
Der SSV Havelwinkel Warnau spielt seit der Saison 2025/26 in der Verbandsliga Sachsen-Anhalt. In der Saison 2016/2017 sorgte die Mannschaft für ein Novum im sachsen-anhaltischen Fußball. Der Mannschaft wurde im Landespokal der damalige Drittligist 1. FC Magdeburg zugelost. Da der Warnauer Sportplatz für den erwarteten Besucheransturm zu klein war, im benachbarten Havelberg zur gleichen Zeit der traditionelle Pferdemarkt stattfand und der Platz in Stendal u. a. aus Sicherheitsgründen nicht in Betracht kam, wurde das Spiel im brandenburgischen Rathenow ausgetragen. Es war das erste Mal, dass ein Spiel des Landespokals Sachsen-Anhalt außerhalb des Bundeslandes stattfand. Warnau verlor 0:8. Auch in der Saison 2019/2020 spielte Warnau im Pokal gegen den 1. FC Magdeburg wieder in Rathenow und schied nach einem 0:6 ebenfalls aus.